# Russell Javors

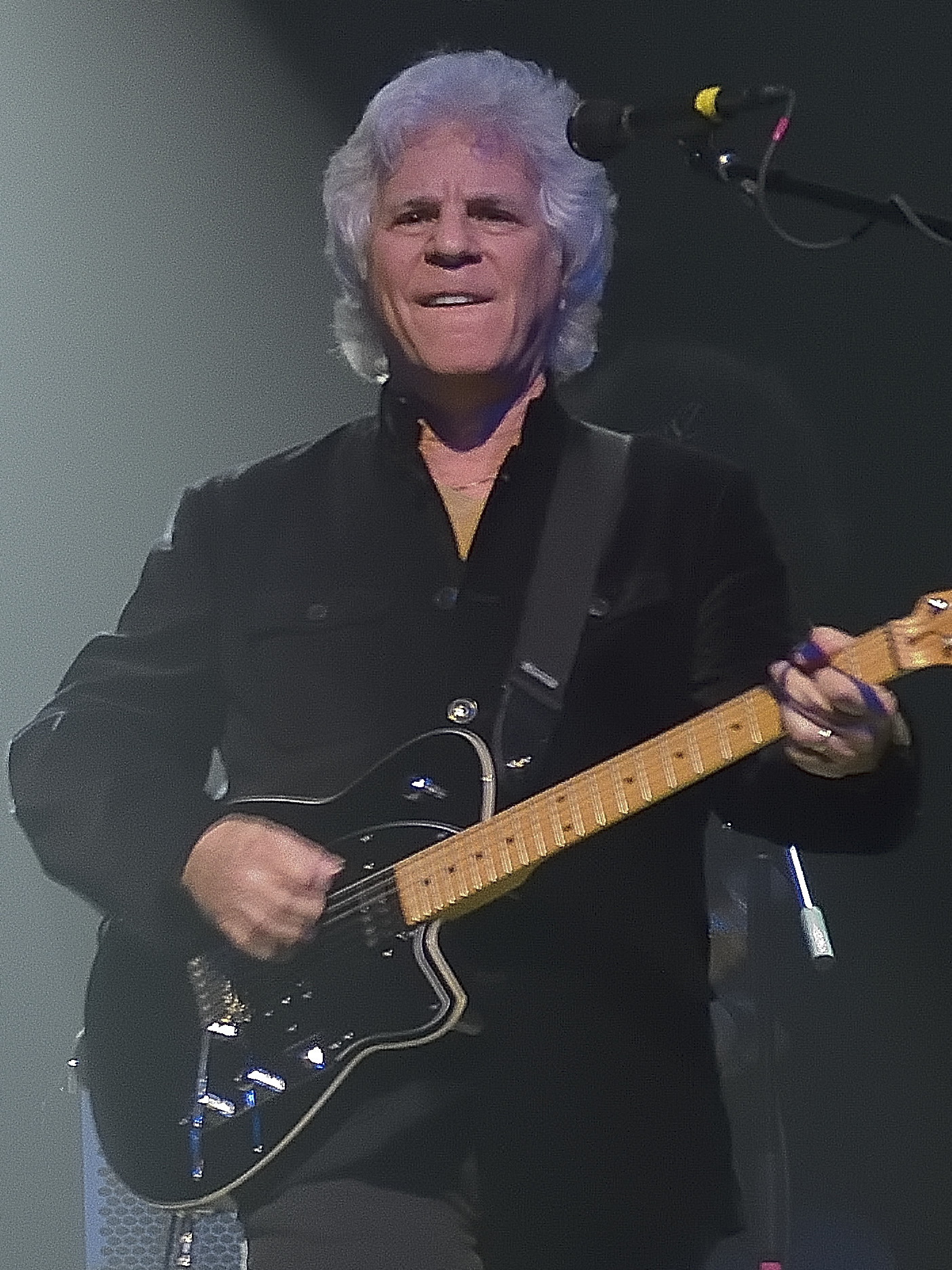
Russell Javors, 2018

Russell Javors (* 13. Juni 1952 in Brooklyn, New York) ist ein US-amerikanischer Rockmusiker, der vor allem als langjähriger Gitarrist von Billy Joel bekannt wurde.

## Karriere
Im Alter von 15 Jahren begann Javors zusammen mit seinem Freund Liberty DeVitto Musik zu machen. Auf der High School trafen die beiden auf Doug Stegmeyer, mit dem und Howard Emerson sie zusammen die Band Topper gründeten. Die Gruppe trat in den 1970er Jahren mit Songs auf, die Javors geschrieben hatte. Während dieser Zeit wurde Billy Joel auf Topper aufmerksam. Da Joel für seine Streetlife Serenade Tour einen Bassisten benötigte, lud er Doug Stegmeyer ein, in seiner Band zu spielen. Dieser überredete daraufhin Javors und DeVitto, ebenfalls für Joel zu spielen, sodass Topper zu The Billy Joel Band wurde. Russell Javors gehörte der Formation von 1976 bis 1989 an.

## Diskografie
- Billy Joel:
  - 1976: Turnstiles
  - 1977: The Stranger
  - 1978: 52nd Street
  - 1980: Glass Houses
  - 1981: Songs In The Attic
  - 1982: The Nylon Curtain
  - 1983: An Innocent Man
  - 1985: Greatest Hits Volume I & II
  - 1986: The Bridge
  - 1987: Концерт
  - 1997: Greatest Hits Volume III
- Melanie:
  - 1983: The Seventh Wave
- Carpenters:
  - 1989: Loveline